# Посольство Эстонии в России
Посольство Республики Эстония в Москве (эст. Eesti Suursaatkond Moskvas) — главная дипломатическая миссия Эстонии в Российской Федерации. Оно расположено в Малом Кисловском переулке, 5 в Пресненском районе Москвы.
Посол Эстонии в России Маргус Лайдре (с 27 июня 2018) выслан 7 февраля 2023 года. Временным поверенным в делах Эстонии в России является Яна Ванамёльдер.

## Здание посольства
Особняк был построен в 1903 году книгоиздателем Владимиром Васильевичем Думновым для своей семьи. Проект разработал архитектор А. М. Щеглов.
В 1920 году особняк был передан эстонской миссии и до 1940 года там располагалось Посольство Эстонской Республики. С 1940 года, после включения Эстонии в состав СССР, архив и имущество посольства были приняты на баланс НКВД и Народного комиссариата иностранных дел. После этого они перешли под ответственность «постоянного представителя Эстонской ССР». Постоянное представительство ЭССР при Совете Министров СССР начало работу в здании, принадлежавшем посольству.
В феврале 2014 года Россия и Эстония подписали соглашение о дипломатической недвижимости, согласно которому здание посольства Эстонии в Москве передано Эстонии в аренду на 99 лет за 1 рубль в год.
Индекс автомобильных дипломатических номеров посольства — 134.

## Послы Эстонии в России
| - Тынис Варес (1920—1922) - Адо Бирк (1922—1926) - Генрих Ларетей (1926—1928) - Юлиус Сельямаа (1928—1933) - Карл Тофер (1933—1936) - Аугуст Траксмаа (1936—1937) - Аугуст Рей (1938—1940) - Юри Кан (1992—1995) - Март Хельме (1995—1999) | - Тийт Мацулевич (1999—2001) - Карин Яани (2001—2005) - Анна Хярмасте (2005, врем. поверенный) - Марина Кальюранд (2005—2008) - Симму Тиик (2008—2012) - Юри Луйк (2012—2015) - Арти Хилпус (2015—2018) - Маргус Лайдре (2018—2023) - Яна Ванамёльдер (с 2023, врем. поверенный) |